# Jan Stachurski (generał)
Jan Stachurski herbu Ostoja (zm. 1669) – generał major wojsk koronnych. Był właścicielem wsi Kikół w Ziemi Dobrzyńskiej.
Służąc w królewskiej gwardii pieszej walczył przeciwko armii szwedzkiej w czasach potopu szwedzkiego. Następnie uczestniczył w kampanii ukraińskiej pod wodzą Stefana Czarnieckiego i w 1660 roku został ranny w bitwie pod Cudnowem. 
W latach 1664–1668 był komendantem twierdzy w Białej Cerkwi będącej jednym z nielicznych polskich punktów oporu w czasie sprawowania władzy nad Lewobrzeżem przez hetmana Doroszenkę. Za szczególne zasługi i swoją lojalność został rekomendowany przez Stanisława Jabłonowskiego do awansu na generała majora, zatwierdzonego przez króla Jana Kazimierza w kwietniu 1665. Gdy był komendantem Białej Cerkwi w 1666 roku przyczynił się do pojmania kozackiego hetmana Opary i wyboru na nowego hetmana Doroszenki. 13 września Jan Kazimierz nadał mu za zasługi miasta Olszanka i Kamienny Bród. 
Był elektorem Michała Korybuta Wiśniowieckiego z ziemi dobrzyńskiej w 1669 roku.
Z pierwszego małżeństwa pozostawił córkę Franciszkę Mariannę.